# Jacobus IV van Schotland
Jacobus IV (Stirling Castle, 17 maart 1473 – Flodden (Northumberland), 9 september 1513) was koning van Schotland van 1488 tot 1513. Hij was een zoon van Jacobus III en Margaretha van Denemarken (1456-1486).

## Regering
De regering van Jacobus IV wordt gekenmerkt door relatieve rust in Schotland. Hij vestigde een krachtig koninklijk gezag en breidde de Schotse vloot enorm uit. Als beschermer van de kunst en de wetenschap bleek hij een typische renaissance-vorst. Hij was erg ontwikkeld en er werd gezegd dat hij tien talen vloeiend sprak: Scots, Engels, Gaelic (hij was de laatste koning die deze taal vloeiend sprak!), Latijn, Frans, Duits, Italiaans, Vlaams, Spaans en Deens. Tijdens zijn bewind ging Schotland in Europa voor het eerst meetellen.
In 1502 sloot hij een vredesverdrag met koning Hendrik VII van Engeland (het eerste verdrag tussen Schotland en Engeland sinds 1328) en huwde met diens dochter Margaret Tudor. Door dit huwelijk kon zijn achterkleinzoon Jacobus VI in 1603 de Engelse troon bestijgen.

## Slag bij Flodden
Als gevolg van de Oorlog van de Liga van Kamerijk, onderdeel van de Italiaanse Oorlogen, viel Engeland in 1513 Frankrijk binnen. Ook jegens Schotland had de nieuwe koning van Engeland Hendrik VIII een enigszins vijandige houding aangenomen, vanwege de opkomende macht van Schotland. Jakobus zocht daarom steun bij Lodewijk XII van Frankrijk en viel met een groot leger Engeland binnen. In de Slag bij Flodden werden de Schotten vernietigend verslagen. Jacobus sneuvelde, de adel werd gedecimeerd en tussen de 10.000 en 30.000 Schotse soldaten werden gedood (tegenover 1500 tot 4000 Engelsen).

## Huwelijk en kinderen
Op 8 augustus 1503 huwde Jacobus met Margaret Tudor (1489 – 1541). Zij kregen vijf kinderen van wie er slechts één zijn jeugd overleefde:
- Jacobus (Holyrood, 21 februari 1507 – Stirling Castle, 27 februari 1508), hertog van Rothesay
- een dochter (° en † 15 juli 1508)
- Arthur (Holyrood, 20 oktober 1509 – Edinburgh, 14 juli 1510), hertog van Rothesay
- Jacobus V
- Alexander (Stirling Castle 30 april, 1514 – aldaar, 18 december 1515), hertog van Ross

Daarnaast had Jacobus zeven kinderen bij verschillende maîtresses:
- bij Janet Kennedy
  - James Stuart (ca. 1499 – Darnaway, 12 april 1544), graaf van Moray, huwde in 1529 Elizabeth Campbell († 1548)
  - een zoon († jong)
  - een dochter († jong)
- bij Marion Boyd († 1559)
  - Alexander Stuart (1493 – Flodden, 9 september 1513), aartsbisschop van St.Andrews.
  - Catherine Stuart, huwde in met James Douglas, 3e graaf van Morton
- bij Margaret Drummond (1475 – 1502)
  - Margaret Stuart (° 1497), huwde voor de eerste maal in 1512 met John Gordon (1480 – 1517), voor de tweede maal in 1531 met John Drummond.
- bij Isabel Buchan (1488 – 1557)
  - Jane Stuart (ca. 1508 – 1563), huwde in 1524 met Malcolm Fleming (1494 – 1547). Zij was een maîtresse van Hendrik II van Frankrijk.

## Kwartierstaat (voorouders)
| Jacobus I van Schotland (1394-1437) | Jacobus I van Schotland (1394-1437) | Jacobus I van Schotland (1394-1437) | Jacobus I van Schotland (1394-1437) | Jacobus I van Schotland (1394-1437)  | Jacobus I van Schotland (1394-1437)  | Joan Beaufort (ca. 1404-1445)        | Joan Beaufort (ca. 1404-1445)        | Joan Beaufort (ca. 1404-1445)        | Joan Beaufort (ca. 1404-1445)        | Joan Beaufort (ca. 1404-1445)         | Joan Beaufort (ca. 1404-1445)         |                                       |                                       | Arnold van Egmont (1410-1473)         | Arnold van Egmont (1410-1473)         | Arnold van Egmont (1410-1473)               | Arnold van Egmont (1410-1473)               | Arnold van Egmont (1410-1473)               | Arnold van Egmont (1410-1473)               | Katharina van Kleef (1417-1476)             | Katharina van Kleef (1417-1476)             | Katharina van Kleef (1417-1476) | Katharina van Kleef (1417-1476) | Katharina van Kleef (1417-1476) | Katharina van Kleef (1417-1476) |                           |                           | Diederik van Oldenburg (ca. 1398-1440) | Diederik van Oldenburg (ca. 1398-1440) | Diederik van Oldenburg (ca. 1398-1440) | Diederik van Oldenburg (ca. 1398-1440) | Diederik van Oldenburg (ca. 1398-1440)  | Diederik van Oldenburg (ca. 1398-1440)  | Hedwig van Holstein (1398-1436)         | Hedwig van Holstein (1398-1436)         | Hedwig van Holstein (1398-1436)         | Hedwig van Holstein (1398-1436)         | Hedwig van Holstein (1398-1436)     | Hedwig van Holstein (1398-1436)     |                                     |                                     | Johan van Brandenburg-Kulmbach (1406-1464) | Johan van Brandenburg-Kulmbach (1406-1464) | Johan van Brandenburg-Kulmbach (1406-1464) | Johan van Brandenburg-Kulmbach (1406-1464) | Johan van Brandenburg-Kulmbach (1406-1464) | Johan van Brandenburg-Kulmbach (1406-1464) | Barbara van Saksen-Wittenberg (1405-1465) | Barbara van Saksen-Wittenberg (1405-1465) | Barbara van Saksen-Wittenberg (1405-1465) | Barbara van Saksen-Wittenberg (1405-1465) | Barbara van Saksen-Wittenberg (1405-1465) | Barbara van Saksen-Wittenberg (1405-1465) |  |  |  |  |  |  |  |  |  |  |  |  |  |  |  |  |  |  |  |  |  |  |  |  |  |  |  |  |  |  |  |  |  |  |  |  |  |  |  |  |  |  |  |  |  |  |  |  |
| Jacobus I van Schotland (1394-1437) | Jacobus I van Schotland (1394-1437) | Jacobus I van Schotland (1394-1437) | Jacobus I van Schotland (1394-1437) | Jacobus I van Schotland (1394-1437)  | Jacobus I van Schotland (1394-1437)  | Joan Beaufort (ca. 1404-1445)        | Joan Beaufort (ca. 1404-1445)        | Joan Beaufort (ca. 1404-1445)        | Joan Beaufort (ca. 1404-1445)        | Joan Beaufort (ca. 1404-1445)         | Joan Beaufort (ca. 1404-1445)         |                                       |                                       | Arnold van Egmont (1410-1473)         | Arnold van Egmont (1410-1473)         | Arnold van Egmont (1410-1473)               | Arnold van Egmont (1410-1473)               | Arnold van Egmont (1410-1473)               | Arnold van Egmont (1410-1473)               | Katharina van Kleef (1417-1476)             | Katharina van Kleef (1417-1476)             | Katharina van Kleef (1417-1476) | Katharina van Kleef (1417-1476) | Katharina van Kleef (1417-1476) | Katharina van Kleef (1417-1476) |                           |                           | Diederik van Oldenburg (ca. 1398-1440) | Diederik van Oldenburg (ca. 1398-1440) | Diederik van Oldenburg (ca. 1398-1440) | Diederik van Oldenburg (ca. 1398-1440) | Diederik van Oldenburg (ca. 1398-1440)  | Diederik van Oldenburg (ca. 1398-1440)  | Hedwig van Holstein (1398-1436)         | Hedwig van Holstein (1398-1436)         | Hedwig van Holstein (1398-1436)         | Hedwig van Holstein (1398-1436)         | Hedwig van Holstein (1398-1436)     | Hedwig van Holstein (1398-1436)     |                                     |                                     | Johan van Brandenburg-Kulmbach (1406-1464) | Johan van Brandenburg-Kulmbach (1406-1464) | Johan van Brandenburg-Kulmbach (1406-1464) | Johan van Brandenburg-Kulmbach (1406-1464) | Johan van Brandenburg-Kulmbach (1406-1464) | Johan van Brandenburg-Kulmbach (1406-1464) | Barbara van Saksen-Wittenberg (1405-1465) | Barbara van Saksen-Wittenberg (1405-1465) | Barbara van Saksen-Wittenberg (1405-1465) | Barbara van Saksen-Wittenberg (1405-1465) | Barbara van Saksen-Wittenberg (1405-1465) | Barbara van Saksen-Wittenberg (1405-1465) |  |  |  |  |  |  |  |  |  |  |  |  |  |  |  |  |  |  |  |  |  |  |  |  |  |  |  |  |  |  |  |  |  |  |  |  |  |  |  |  |  |  |  |  |  |  |  |  |
|                                     |                                     |                                     |                                     |                                      |                                      |                                      |                                      |                                      |                                      |                                       |                                       |                                       |                                       |                                       |                                       |                                             |                                             |                                             |                                             |                                             |                                             |                                 |                                 |                                 |                                 |                           |                           |                                        |                                        |                                        |                                        |                                         |                                         |                                         |                                         |                                         |                                         |                                     |                                     |                                     |                                     |                                            |                                            |                                            |                                            |                                            |                                            |                                           |                                           |                                           |                                           |                                           |                                           |  |  |  |  |  |  |  |  |  |  |  |  |  |  |  |  |  |  |  |  |  |  |  |  |  |  |  |  |  |  |  |  |  |  |  |  |  |  |  |  |  |  |  |  |  |  |  |  |
|                                     |                                     |                                     |                                     | Jacobus II van Schotland (1430-1460) | Jacobus II van Schotland (1430-1460) | Jacobus II van Schotland (1430-1460) | Jacobus II van Schotland (1430-1460) | Jacobus II van Schotland (1430-1460) | Jacobus II van Schotland (1430-1460) |                                       |                                       |                                       |                                       |                                       |                                       | Maria van Egmont-Gelre (ca. 1429/1434-1463) | Maria van Egmont-Gelre (ca. 1429/1434-1463) | Maria van Egmont-Gelre (ca. 1429/1434-1463) | Maria van Egmont-Gelre (ca. 1429/1434-1463) | Maria van Egmont-Gelre (ca. 1429/1434-1463) | Maria van Egmont-Gelre (ca. 1429/1434-1463) |                                 |                                 |                                 |                                 |                           |                           |                                        |                                        |                                        |                                        | Christiaan I van Denemarken (1426-1481) | Christiaan I van Denemarken (1426-1481) | Christiaan I van Denemarken (1426-1481) | Christiaan I van Denemarken (1426-1481) | Christiaan I van Denemarken (1426-1481) | Christiaan I van Denemarken (1426-1481) |                                     |                                     |                                     |                                     |                                            |                                            | Dorothea van Brandenburg (1430-1495)       | Dorothea van Brandenburg (1430-1495)       | Dorothea van Brandenburg (1430-1495)       | Dorothea van Brandenburg (1430-1495)       | Dorothea van Brandenburg (1430-1495)      | Dorothea van Brandenburg (1430-1495)      |                                           |                                           |                                           |                                           |  |  |  |  |  |  |  |  |  |  |  |  |  |  |  |  |  |  |  |  |  |  |  |  |  |  |  |  |  |  |  |  |  |  |  |  |  |  |  |  |  |  |  |  |  |  |  |  |
|                                     |                                     |                                     |                                     | Jacobus II van Schotland (1430-1460) | Jacobus II van Schotland (1430-1460) | Jacobus II van Schotland (1430-1460) | Jacobus II van Schotland (1430-1460) | Jacobus II van Schotland (1430-1460) | Jacobus II van Schotland (1430-1460) |                                       |                                       |                                       |                                       |                                       |                                       | Maria van Egmont-Gelre (ca. 1429/1434-1463) | Maria van Egmont-Gelre (ca. 1429/1434-1463) | Maria van Egmont-Gelre (ca. 1429/1434-1463) | Maria van Egmont-Gelre (ca. 1429/1434-1463) | Maria van Egmont-Gelre (ca. 1429/1434-1463) | Maria van Egmont-Gelre (ca. 1429/1434-1463) |                                 |                                 |                                 |                                 |                           |                           |                                        |                                        |                                        |                                        | Christiaan I van Denemarken (1426-1481) | Christiaan I van Denemarken (1426-1481) | Christiaan I van Denemarken (1426-1481) | Christiaan I van Denemarken (1426-1481) | Christiaan I van Denemarken (1426-1481) | Christiaan I van Denemarken (1426-1481) |                                     |                                     |                                     |                                     |                                            |                                            | Dorothea van Brandenburg (1430-1495)       | Dorothea van Brandenburg (1430-1495)       | Dorothea van Brandenburg (1430-1495)       | Dorothea van Brandenburg (1430-1495)       | Dorothea van Brandenburg (1430-1495)      | Dorothea van Brandenburg (1430-1495)      |                                           |                                           |                                           |                                           |  |  |  |  |  |  |  |  |  |  |  |  |  |  |  |  |  |  |  |  |  |  |  |  |  |  |  |  |  |  |  |  |  |  |  |  |  |  |  |  |  |  |  |  |  |  |  |  |
|                                     |                                     |                                     |                                     |                                      |                                      |                                      |                                      |                                      |                                      | Jacobus III van Schotland (1451-1488) | Jacobus III van Schotland (1451-1488) | Jacobus III van Schotland (1451-1488) | Jacobus III van Schotland (1451-1488) | Jacobus III van Schotland (1451-1488) | Jacobus III van Schotland (1451-1488) |                                             |                                             |                                             |                                             |                                             |                                             |                                 |                                 |                                 |                                 |                           |                           |                                        |                                        |                                        |                                        |                                         |                                         |                                         |                                         |                                         |                                         | Margreet van Denemarken (1456-1486) | Margreet van Denemarken (1456-1486) | Margreet van Denemarken (1456-1486) | Margreet van Denemarken (1456-1486) | Margreet van Denemarken (1456-1486)        | Margreet van Denemarken (1456-1486)        |                                            |                                            |                                            |                                            |                                           |                                           |                                           |                                           |                                           |                                           |  |  |  |  |  |  |  |  |  |  |  |  |  |  |  |  |  |  |  |  |  |  |  |  |  |  |  |  |  |  |  |  |  |  |  |  |  |  |  |  |  |  |  |  |  |  |  |  |
|                                     |                                     |                                     |                                     |                                      |                                      |                                      |                                      |                                      |                                      | Jacobus III van Schotland (1451-1488) | Jacobus III van Schotland (1451-1488) | Jacobus III van Schotland (1451-1488) | Jacobus III van Schotland (1451-1488) | Jacobus III van Schotland (1451-1488) | Jacobus III van Schotland (1451-1488) |                                             |                                             |                                             |                                             |                                             |                                             |                                 |                                 |                                 |                                 |                           |                           |                                        |                                        |                                        |                                        |                                         |                                         |                                         |                                         |                                         |                                         | Margreet van Denemarken (1456-1486) | Margreet van Denemarken (1456-1486) | Margreet van Denemarken (1456-1486) | Margreet van Denemarken (1456-1486) | Margreet van Denemarken (1456-1486)        | Margreet van Denemarken (1456-1486)        |                                            |                                            |                                            |                                            |                                           |                                           |                                           |                                           |                                           |                                           |  |  |  |  |  |  |  |  |  |  |  |  |  |  |  |  |  |  |  |  |  |  |  |  |  |  |  |  |  |  |  |  |  |  |  |  |  |  |  |  |  |  |  |  |  |  |  |  |
|                                     |                                     |                                     |                                     |                                      |                                      |                                      |                                      |                                      |                                      |                                       |                                       |                                       |                                       |                                       |                                       |                                             |                                             |                                             |                                             |                                             |                                             |                                 |                                 |                                 |                                 |                           |                           |                                        |                                        |                                        |                                        |                                         |                                         |                                         |                                         |                                         |                                         |                                     |                                     |                                     |                                     |                                            |                                            |                                            |                                            |                                            |                                            |                                           |                                           |                                           |                                           |                                           |                                           |  |  |  |  |  |  |  |  |  |  |  |  |  |  |  |  |  |  |  |  |  |  |  |  |  |  |  |  |  |  |  |  |  |  |  |  |  |  |  |  |  |  |  |  |  |  |  |  |
|                                     |                                     |                                     |                                     |                                      |                                      |                                      |                                      |                                      |                                      |                                       |                                       |                                       |                                       |                                       |                                       |                                             |                                             |                                             |                                             |                                             |                                             |                                 |                                 |                                 |                                 |                           |                           |                                        |                                        |                                        |                                        |                                         |                                         |                                         |                                         |                                         |                                         |                                     |                                     |                                     |                                     |                                            |                                            |                                            |                                            |                                            |                                            |                                           |                                           |                                           |                                           |                                           |                                           |  |  |  |  |  |  |  |  |  |  |  |  |  |  |  |  |  |  |  |  |  |  |  |  |  |  |  |  |  |  |  |  |  |  |  |  |  |  |  |  |  |  |  |  |  |  |  |  |
|                                     |                                     |                                     |                                     |                                      |                                      |                                      |                                      |                                      |                                      |                                       |                                       |                                       |                                       | Jacobus IV van Schotland (1473-1513)  | Jacobus IV van Schotland (1473-1513)  | Jacobus IV van Schotland (1473-1513)        | Jacobus IV van Schotland (1473-1513)        | Jacobus IV van Schotland (1473-1513)        | Jacobus IV van Schotland (1473-1513)        |                                             |                                             |                                 |                                 | James Stewart (1476-1504)       | James Stewart (1476-1504)       | James Stewart (1476-1504) | James Stewart (1476-1504) | James Stewart (1476-1504)              | James Stewart (1476-1504)              |                                        |                                        |                                         |                                         | John Stewart (1479-1503)                | John Stewart (1479-1503)                | John Stewart (1479-1503)                | John Stewart (1479-1503)                | John Stewart (1479-1503)            | John Stewart (1479-1503)            |                                     |                                     |                                            |                                            |                                            |                                            |                                            |                                            |                                           |                                           |                                           |                                           |                                           |                                           |  |  |  |  |  |  |  |  |  |  |  |  |  |  |  |  |  |  |  |  |  |  |  |  |  |  |  |  |  |  |  |  |  |  |  |  |  |  |  |  |  |  |  |  |  |  |  |  |

- Bibsys: 97005205
- Bibliothèque nationale de France: cb12172972w (data)
- Gemeinsame Normdatei: 118775839
- International Standard Name Identifier: 0000 0000 6299 2755
- Library of Congress Control Number: n50028951
- Nationale Bibliotheek van Israël: 987007278892705171
- Nationale Bibliotheek van Polen: a0000003718855
- Nederlandse Thesaurus van Auteursnamen: 070586756
- Istituto Centrale per il Catalogo Unico: MILV311454
- LIBRIS: 354413
- Système universitaire de documentation: 030279887
- Trove: 1026669
- Union List of Artist Names: 500373199
- Virtual International Authority File: 42633867
- WorldCat: E39PBJxCttxBbRBB8hDrfr3bBP